# Karups landskommun
För andra betydelser, se Karups landskommun (olika betydelser).
Karups landskommun var en tidigare kommun i Hallands län.

## Administrativ historik
Kommunen bildades vid den så kallade storkommunreformen 1952 genom sammanläggning av Hasslövs landskommun, Skummeslövs landskommun och Östra Karups landskommun. 
Den upplöstes nyåret 1970–1971, då Hasslöv och Skummeslöv fördes till Laholms kommun och Östra Karup till Båstads kommun i dåvarande Kristianstads län.
Kommunkoden var 1303.

### Kyrklig tillhörighet
I kyrkligt hänseende tillhörde kommunen församlingarna Hasslöv, Skummeslöv och Östra Karup.

## Geografi
Karups landskommun omfattade den 1 januari 1952 en areal av 112,33 km², varav 110,65 km² land.

### Tätorter i kommunen 1960
| Tätort          | Folkmängd |
| --------------- | --------- |
| Skottorp        | 444       |
| Båstad, del ava | 159       |

Tätortsgraden i kommunen var den 1 november 1960 21,9 procent.

## Politik

### Mandatfördelning i valen 1950-1966
| 10 | 21 | 2 | 2 |

| 31 |

| 9 | 17 | 4 | 5 |

| 28 | 7 |

| 7 | 19 | 3 | 6 |

| 27 | 8 |

| 8 | 19 | 3 | 5 |

| 27 | 8 |

| 8 | 18 | 4 | 5 |

| 29 | 6 |